# Zahar
Zahar (szlovákul: Záhor) község Szlovákiában, a Kassai kerület Szobránci járásában.

## Fekvése
Nagykapostól 18 km északkeletre, de Ungvártól légvonalban csak 6 km-re nyugatra, az ukrán határ mellett, a Kelet-Szlovákiai síkságon fekszik.

## Története
1326-ban „Mongath” alakban említik először. A „Mongath” név 1358-ig volt használatos a falura, ezután már többnyire „Záhor”, „Zahar” néven szerepel az írott forrásokban. 1414-ben a leleszi konvent oklevele megerősíti a határt Jenke és Zahar között, az oklevélben a település „Mongath alio nomine Zahar” alakban szerepel. 1427-ben az adóösszeírás szerint 12 portája volt, ezzel a kisebb falvak közé számított. A bíró családja kivételével valamennyi családja adózott. Lakói főként földműveléssel foglalkoztak. A 15-17. században a Ruszkai Dobó család birtoka, a pálóci uradalom része volt. 1567-ben 12 jobbágy és 14 zsellér háztartása létezett, ez mintegy 160-180 lakost jelentett. A 16. század végén 11 szabad család is élt a faluban, az adózók száma 44 volt, a legtöbb a környéken. A falunak sokáig nem volt temploma, lakói a közeli Jenkére jártak istentiszteletre. A 16. században a lakosság a Dobó család nyomásra áttért a református hitre, ekkor épült első fatemploma, majd 1666-ban kőtemplomot építettek.
A 17. században a lakosság száma a hadak és a járványok pusztításai hatására csökkent, sokan elmenekültek a faluból. 1715-ben 9 háztartás volt a településen, a nevekből ítélve többségük magyar volt. A Komoróczy, később a Barkóczy és Berényi család birtoka. A 18. század közepén a munkácsi görögkatolikus püspökség vizitációja megemlíti, hogy a község görögkatolikus hívei – 8 család – a bezői parókiához tartoznak. 1772-ben az urbárium szerint 32 jobbágycsalád, 8 zsellércsalád és 3 vagyontalan zsellércsalád élt a településen, mely ekkor Berényi Tamás birtoka. 1789-ben az egri püspökség fatemplomot építtetett a községben, mely Jenke filiája lett.
A 18. század végén, 1799-ben Vályi András így ír róla: „ZAHORB. Orosz falu Ungvár Várm. földes Ura a’ Kir. Kamara, fekszik Sztavnához közel; határja tsekély.”
1828-ban 69 házában 642 lakos élt. 1832-ben cukorgyárat alapítottak itt, amely azonban nemsokára egy tűzvészben leégett. 1837-ben a Sztáray család szerzett birtokot a községben. Ebben az évben a községben 305 református, 211 görögkatolikus, 85 római katolikus és 15 zsidó felekezetű lakos élt.
Fényes Elek 1851-ben kiadott geográfiai szótárában így ír a faluról: „Zahar, Ungh vm. magyar-orosz falu, ut. p. Ungvárhoz nyugotra 1 mfdnyire: 85 romai, 211 g. kath., 305 ref., 15 zsidó lak. Ref. templom. Birják gr. Buttler örök., s mások.”
Az 1864.évi kataszteri térkép földrajzi nevei: „Bocska tő“, „Bugyogós“, „Csikó láz“, „Csonkás“, „Fevnyes“, „Forrás“, „Galová“, „Gerdeny“, „Huscsava“, „Kertalja“, „Kis erdő“, „Konopianky“, „Križne zeme“, „Na bežovských“, „Nagy rét“, „Nyires“, „Patroka“, „Piszke“, „Szilas“, „Ung“, „Zahumenki“ és „Žsarov“ ősidők óta együtt élő magyar és szlovák lakosságra utalnak. A 20. századig a falu az Apponyiak birtoka volt. 1900-ban 901 lakos élt itt, többségben szlovákok, rajtuk kívül magyarok és németek. Legtöbbjük református, utánuk a görögkatolikusok, majd a római katolikusok következtek.
A trianoni diktátumig Ung vármegye Ungvári járásához tartozott. 1938 és 1944 között újra Magyarország része volt.

## Népessége
| Év:            | 1994. | 2004.   | 2014.   | 2024.   |
| -------------- | ----- | ------- | ------- | ------- |
| Emberek száma: | 760   | 710     | 663     | 625     |
| Eltérés:       |       | -6,57 % | -6,61 % | -5,73 % |

| Év:            | 2023. | 2024.   |
| -------------- | ----- | ------- |
| Emberek száma: | 636   | 625     |
| Eltérés:       |       | -1,72 % |

1880-ban 770 lakosából 9 magyar és 725 szlovák anyanyelvű volt.
1890-ben 864 lakosából 19 magyar és 815 szlovák anyanyelvű volt.
1900-ban 991 lakosából 32 magyar és 933 szlovák anyanyelvű volt.
1910-ben 1066 lakosából 27 magyar és 1009 szlovák anyanyelvű volt.
1921-ben 1102 lakosából 6 magyar és 1062 csehszlovák volt.
1930-ban 1125 lakosából 9 magyar és 1097 csehszlovák volt.
1941-ben 1135 lakosa volt.
1991-ben 818 lakosából 813 szlovák volt.
2001-ben 742 lakosából 731 szlovák volt.
2011-ben 667 lakosából 643 szlovák.

## Nevezetességei
- Református temploma a 19. században épült.
- Görögkatolikus temploma 1957-ben, a Szeplőtelen Szűzanya tiszteletére készült.